# 별주부 해로
《별주부 해로》(鼈主簿 海露)은 2001년 공개된 대한민국의 애니메이션 영화이다.

## 줄거리
푸른 바다속, 깊고 깊은 환상의 용궁나라. 깊고 평화로운 바다 속 나라는 호시탐탐 용궁을 노리던 상어 해적들의 갑작스런 습격으로 순식간에 전쟁터로 변한다. 엎친 데 덮친 격으로 수비대장 태극장군(김관철 목소리 분)은 전쟁 중에 깊은 상처를 입고 용왕(전무송 목소리 분)은 충신이라 믿었던 이모겐(김정호 목소리 분)의 음모로 원인 모를 병에 걸린다. 용왕의 병세가 날로 깊어지자 어린 거북 '해로(이미자 목소리 분)'는 아버지 태극장군을 대신하여 용왕의 치료약인 토끼의 간을 구하러 미지의 세계, 육지로의 고행 길을 자청한다. 생전 한번 보지 못한 토끼의 몽타쥬를 손에 들고... 낯선 육지에서의 긴 여행에 지친 해로는 숲속의 소녀 '토레미(정미숙 목소리 분)'를 우연히 만나 친구가 되고, 숲속의 대장 자리를 놓고 다투던 토레미, 숏다리 삼총사를 따라 깊은 숲 속 드래곤이 지키고 있는 기적의 열매를 찾아 떠난다. 좌충우돌, 난리법썩 모험끝에 해로는 육지의 친구들과 우정을 맹세하고. 해로는 고민 끝에 토레미를 속여 용궁으로 데려가지만 꾀많은 토레미는 간을 육지에 놓고 왔다며 일단 위기를 벗어난다. 다시 육지로 향하는 해로와 토레미는 새로운 위기에 처하는데.

## 목소리 출연
- 이미자 : 해로 역
- 정미숙 : 토레미 역
- 김관철 : 태극장군 역
- 김정호 : 이모겐 역
- 최병락 : 용왕 역
- 기경옥 : 고우나 공주 역
- 정미연 : 포롱이 역
- 박선영 : 뚱치 역
- 안장혁 : 붐부코 역
- 최상기 : 요야 역
- 박일 : 브랑코 역
- 변종필 : 칼머 역
- 이철용 : 해머 역
- 윤복성 : 도머 역
- 장광 : 칼로마 역
- 황윤걸 : 듀지 역
- 박영화 : 개복치 역
- 이윤연 : 처치 역

## 제작진
오프닝 크레딧
- 기획: 최신묵
- 시나리오: 이금주
- 캐릭터 디자인: 남기영
- 음악: 김혜지, 크리스토퍼 프랑키
- 스토리보드: 박시옥
- 총감독: 김덕호
- 제작: (주)한신코퍼레이션

엔딩 크레딧
- 기획: 최신묵
- 총감독: 김덕호
- 시나리오: 이금주
- 캐릭터 디자인: 남기영
- 음악: 김혜지, 크리스토퍼 프랑키
- 사운드 슈퍼바이저: 양대호, 김용훈
- 믹싱: 소원종
- 사운드 디자인: 황진수
- 편집: 박곡지
- 스토리보드: 박시옥
- 인디케이션: 하성출
- 애니메이션 감독: 조석신, 하성출, 홍운섭, 배기용
- 배경: 송규환, 이윤호, 정영식, 김경주, 김재봉
- 진행: 오치항, 지만철, 이승호
- 컴퓨터 그래픽: 이경희, 김준원, 오민환, 김인성, 박진수, 홍정표, 우재호, 이재혁
- 제작: (주)한신코퍼레이션
- 이펙트 편집: 정지영
- 폴리편집: 서재영
- 폴리 아티스트: 김학준
- 시스템 엔지니어: 박상균, 나준택, 김기탁
- 광학녹음: 박기영
- 네가티브 편집: 정진희, 김미영
- 색보정: 김승호
- 필름현상: 영화진흥위원회
- 색지정: 남기영, 신왕기
- 성우캐스팅 디렉터: 최상기
- 원화: 이선재, 송민영, 윤정희, 엄희경, 김생수, 김윤례, 황재선, 신하정 외
- 원화 작감: 서주현, 정나은, 서수경 외
- 동화: 구효숙, 권소영, 강소희, 강명금, 김선희, 박지희, 차영애, 최은정, 이정화, 정강희, 김상욱, 김혜정, 최은주, 김택수, 박은주, 김정림, 정상희, 황영훈, 송혜숙, 김소형, 김수정, 이서희, 임영남, 이영자, 여진영, 이은영, 박우식, 안서현, 윤인혜, 김순성, 최우정, 방재영, 이정완, 여미숙, 한명희, 오지선, 오상준, 김신남, 길현정
- 동화작감: 김경미, 전명석
- 애니 체킹: 김대영
- 디지털 스캔: 엄성춘
- 디지털 페인팅: 조경문, 차현순, 양경자, 김미화, 최인옥, 유재홍, 임선미, 김동욱, 김대영, 김숙진, 박소영, 심경희, 나애자, 강정화, 이정순, 임수연, 양민혁, 정국환, 김지혜, 조명국, 전선덕, 김윤수, 정선희, 안성관, 김현덕, 최복남, 김영선, 공민식, 운경희
- 디지털 체킹: 지동일, 최순자
- 디지털 컴포지팅: 정민권, 김원철, 유연구, 지옥현, 이음미, 심재동
- 제작 협력: "사회복지법인 정립전자" ELECTRONICS & SOFTWARE
- [DOLBY] DIGITAL IN SELECTED THEATRES